# حمد الجیزانی
حمد الجیزانی (انگلیسی: Hamad Al-Jizani؛ زادهٔ ۴ مارس ۱۹۹۳) یک ورزشکار اهل عربستان سعودی است.
از باشگاه‌هایی که در آن بازی کرده‌است می‌توان به باشگاه فوتبال الفیصلی عربستان سعودی و باشگاه فوتبال الشباب عربستان سعودی اشاره کرد.